# 6884 Takeshisato
A 6884 Takeshisato (ideiglenes jelöléssel 9521 P-L) a Naprendszer kisbolygóövében található aszteroida. Cornelis Johannes van Houten,  Ingrid van Houten-Groeneveld és Tom Gehrels fedezte fel 1960. október 17-én.